# スモールデザイン
スモールデザイン（smalldesign）は、日本のデザイナー菊竹進が2004年に設立したファッションブランド。

## 概要
- 2004年、日常や社会をグラフィックで風刺するファッションブランドを開始。
- 2008年4月、ワンダーTシャツフェスティバルVol.54 優勝[1]。
- 2010年6月、東京吉祥寺をテーマにした専門ブランド「スーベニア吉祥寺」を立ち上げ。
- 2011年2月、渋谷に直営店をオープン。

## 店舗
- スモールデザイン渋谷店　東京都渋谷区神南1-12-17神南大井ビル3F
- スーベニア吉祥寺　東京都武蔵野市吉祥寺南町1-3-2二葉服飾専門学校1F

## デザインのモチーフとなった主な出来事
- 2012. 2 オセロ中島洗脳騒動
- 2011. 2 大相撲八百長問題
- 2011. 2 長友佑都インテル電撃移籍
- 2011. 1 中華ガンダム騒動
- 2011. 1 東京ドームシティコースター転落事故
- 2011. 1 サッカー日本代表アジアカップ優勝
- 2011. 1 AFCアジアカップ2011韓国代表キソンヨン猿まね問題
- 2011. 1 ペニーオークションアメブロ芸能人広告塔疑惑
- 2011. 1 ウェスティンホテル東京稲本田中来店情報ツイッター流出事件
- 2011. 1 グルーポン・ジャパン残念なおせち事件
- 2010.12 タイガーマスク運動
- 2010.11 11代目市川海老蔵暴行事件
- 2010.10 ミッフィー著作権侵害訴訟
- 2010. 9 尖閣諸島中国漁船衝突事件
- 2010. 8 iPod発煙事故
- 2010. 8 アグネス・チャン霊感商法、偽ユニセフ、児童ポルノ問題
- 2010. 6 菅直人内閣発足
- 2010. 4 鳩山由紀夫ルーピー問題
- 2010. 3 愛子内親王不登校騒動
- 2010. 2 バンクーバーオリンピック
- 2010. 2 さくらや閉店
- 2010. 1 朝青龍暴行事件
- 2010. 1 3Dブーム
- 2009年～10頃 トヨタ自動車の大規模リコール (2009年-2010年)
- 2009.11 森ガール 流行
- 2009.10 ユニクロ批判 「文藝春秋」
- 2009. 9 エコナ発がん性物質含有発覚、販売停止
- 2009. 8 酒井法子覚せい剤事件
- 2009. 8 押尾学事件
- 2009. 7 ドラゴンクエストIX 星空の守り人発売
- 2009. 6 マイケル・ジャクソン逝去
- 2009. 4 北朝鮮によるミサイル発射実験
- 2009. 4 アナログマ
- 2009. 4 草彅剛泥酔不祥事
- 2009. 3 小沢一郎政治資金問題
- 2009年春頃2009年新型インフルエンザの世界的流行,豚インフルエンザ
- 2009. 1 JAL ANA 合併騒動
- 2009. 1 バラク・オバマ大統領就任
- 2009年頃～ミッキーマウスコラボブーム
- 2008.12 年越し派遣村
- 2008. 9 中国産食品の安全性汚染粉ミルク
- 2008. 7 サトームセン倒産
- 2008年頃～ サザエさん症候群,ブルーマンデー
- 2008年頃～ハローキティコラボブーム
- 2007.10 船場吉兆客の食べ残しの再提供発覚
- 2007.10 赤福消費期限及び製造日、原材料表示偽装事件
- 2007. 8 メタボ侍 運動中死亡
- 2007. 6 ミートホープ牛肉偽装事件
- 2007. 3 リンゼイ・アン・ホーカー殺害事件
- 2007. 1 不二家期限切れ原材料使用問題
- 2007年頃～硫化水素ガス自殺ブーム
- 2004. 5 マクドナルドに対する批判
- 2003.12 古賀潤一郎ペパーダイン大学学歴詐称疑惑
- 2003.12 自衛隊イラク派遣
- 2003.11 イラク日本人外交官射殺事件
- 2003年頃 パナウェーブ研究所
- 2001. 9 アメリカ同時多発テロ事件
- 2000年頃 スーパーハッカー
- 2000年頃～ニート
- 2000年頃～自転車ブーム
- 2000年頃～個食
- 1997. 5 酒鬼薔薇事件
- 1980～90頃オウム真理教事件
- 1970年頃～ソニータイマー